# مرامور (استان خاسکوو)
مرامور (به بلغاری: Mramor) یک منطقهٔ مسکونی در بلغارستان است که در توپولوفگراد واقع شده‌است.